# Peter Ekelund (näringslivsperson)
Peter Ekelund, född 1954, är en svensk entreprenör, styrelseordförande och finansman, drivande bakom den internationella lanseringen av Absolut Vodka och tillkomsten av vodkasorten Karlsson's samt bakom finansieringen av bland annat Framtidsfabriken, Bredbandsbolaget och HBO Nordic.
Ekelund är sedan 2006 partner i det New York-baserade riskkapitalbolaget Baker Capital, och är bland annat styrelseordförande för bolagen Bjäre hembygd, som förädlar potatisprodukter och lanserade vodkan Karlsson's 2004, Bytek Systems, som driver lagringstjänsten Diino, samt CellMax Technologies AB  som utvecklar och säljer basstationsantenner för mobilnät.
Tidigare var Ekelund VD för det börsnoterade riskkapitalbolaget Novestra, styrelseordförande för bredbandsoperatören Bredbandsbolaget och Internet-konsulten Framtidsfabriken, VD för TV-företaget FilmNet Benelux och affärsutvecklare för dess moderbolag Nethold (senare Canal Plus). Ekelund var efter sin civilekonomexamen från Handelshögskolan i Stockholm även drivande marknadschef på Vin & Sprit för lanseringen av Absolut Vodka.